# Décembre 1834
Cette page présente les faits marquants du mois de décembre 1834.

## Événements
- Mort du roi du Cambodge Ang Chan II. Sa fille Ang Mey lui succède. L’empereur du Vietnam, Minh Mang, impose son protectorat sur le Cambodge (fin en 1845). Il entreprend une politique de vietnamisation systématique en imposant sa langue et plaçant aux côtés de chaque gouverneur cambodgien un fonctionnaire vietnamien. L’armée khmère est réduite à l’état de milice.

- 10 décembre :
  - Début du ministère tory de Robert Peel, Premier ministre du Royaume-Uni (fin en 1835). En nommant le conservateur Robert Peel, le roi tente de choisir un Premier ministre qui n’a pas la majorité aux Communes. Peel ne reste que quatre mois au pouvoir.
    - Robert Peel fonde le parti conservateur.

  - France : Joseph Arthur de Gobineau est exclu du collège de Lorient pour indiscipline. M. du Couédic, ami de la famille, intervient en vain auprès du principal pour qu'il soit sursis à cette mesure.

- 18 décembre : manifeste de Tamworth, déclaration de politique générale publié par le chef des tories Robert Peel. Il annonce son acceptation de la réforme électorale de 1832 et reconnaît la nécessité de procéder à des réformes.

- 20 décembre : Joseph Arthur de Gobineau, qui a refusé tout accommodement avec la direction du collège de Lorient, est jugé « insolent » par le principal. Il prépare sans entrain le concours de Saint-Cyr.

- 21 décembre : sixième guerre cafre entre colons d’Afrique du Sud et Bantou (fin en 1835).

- 24 décembre : Honoré de Balzac retrouve Ewelina Hańska à Genève. Il lui offre le manuscrit d'Eugénie Grandet, la comtesse lui donne une bague-cachet à laquelle Balzac attribue une valeur de talisman.

## Naissances
- 8 décembre : Firmin Rainbeaux, dirigeant d'industrie français († 13 juillet 1916).
- 15 décembre : Charles Augustus Young (mort en 1908), astronome américain.
- 16 décembre : Léon Walras, économiste français († 1910).
- 26 décembre : Louis Henry (mort en 1913), chimiste organicien belge.

## Décès
- 23 décembre : Malthus économiste britannique (°1766), célèbre pour sa théorie de la croissance de la population plus rapide que la croissance de la production, provoquant un accroissement de la misère générale.
- 20 décembre : Maurice Mochnacki, historien et journaliste polonais (° 1803).
- 27 décembre : Charles Lamb, essayiste anglais (nom de plume Elia, ° 1775).